# روبرت إتش بروكس
روبرت إتش بروكس (بالإنجليزية: Robert H. Brooks)‏ هو شخصية أعمال وصاحب مطعم أمريكي، ولد في 6 فبراير 1937 في لوريس في الولايات المتحدة، وتوفي في 16 يوليو 2006 بسبب نوبة قلبية.

## وصلات خارجية
- روبرت إتش بروكس على موقع إن إن دي بي (الإنجليزية)